# Лобанов, Сергей Анатольевич
Серге́й Анато́льевич Лоба́нов — российский театральный актёр, клоун, юморист

. Сценическое прозвище — «Борода». Заслуженный артист России (2001).

## Биография
Родился в Томске.
С 1982 по 1984 год — бутафор-декоратор Томского театра юного зрителя. Затем был приглашен в ярославский театр, где познакомился с Юрием Куклачевым. Стал работать в театре Куклачева бутафором, занимался реквизитом, затем стал выступать на сцене цирка. С 1986 года — актёр труппы Юрия Куклачёва. В 1992 году был актёром российского цирка «Июль». С 1993-го — актёр Московского театра клоунады. С 2001 по 2006 год — актёр Московского цирка Ю. Никулина на Цветном бульваре. В 2006 году вернулся в Московский театр клоунады (ныне «Театр Терезы Дуровой).
Сыграл в финальном сезоне сериала «Ольга»

## Роли в спектаклях
- «Айболит»
- «Большая клоунская тусовка»
- «Дивертисмент»
- «До свадьбы — ЗАЖИВЁТ!»
- «Дон Хихот»
- «Дракон»
- «Евгений Онегин»
- «Клоунцерт-1»
- «Ниоткуда с любовью»
- «Сон в новогоднюю ночь»
- «Царевна Несмеяна»
- «Вересковый мёд»
- «Однажды в Мексике: Кукурузный человечек»

## Фильмография
- «Застывшие депеши»
- «Час Волкова»
- «СМЕРШ» (2007)
- «Снайперы: Любовь под прицелом» (2012)
- фильм «Горько!» (2013)
- «Красные горы» (2013)
- «Орден» (2015)
- «Пуля» (2018)
- «Тайна печати дракона» (2019)
- «Проект „Анна Николаевна“» (2020)
- «Гусар» (2020)
- «Метод 2» (2020)

## Награды
- 2001 — Заслуженный артист Российской Федерации[4].
- 2002 — Дипломант национальной премии «Циркъ».
- Обладатель первой премии Чака Норриса «Звёзды XXI века».
- Обладатель первой премии и приза жюри «Смех в мешке».